# 치비텔라파가니코
치비텔라파가니코(이탈리아어: Civitella Paganico)는 이탈리아 토스카나주 그로세토도에 있는 코무네다. 이 지역의 주요 경제 수단은 농업이며, 빽빽한 숲 지역에 위치해있다. 참고로 이 숲은 다양한 식물과 동물들의 서식지이기도 하다. 또한 해마다 수천명의 관광객들이 찾는 페트리올로 온천이 있다.
치비텔라파가니코 지역의 역사는 구석기 시대까지 거슬러 올라간다. 에트루리아와 로마의 유적지가 남아있기도 하다. 중세 시대에는 아르덴게스키 가문과 시에나 공화국, 토스카나 대공국의 지배를 받았다. 2013년 기준으로 전체 인구인 3,291명의 15%가 외국인이다.
치비텔라파가니코는 소규모의 마을들로 이루어져 있으며, 가장 큰 곳은 파가니코이다. 2007년에 미발굴된 에트루리아 시대의 무덤이 발견되기도 하였다.

## 역사
치비텔라파가니코에 문명이 존재했다는 증거는 구석기 시대까지 거슬러 올라간다. 코무네를 이루고 있는 마을 중 한 곳인 파리는 에트루리아와 고대 로마의 유적지가 남아있다. 1100년대부터 치비텔라파기니코는 아르덴게스키 가문의 소유였다. 1254년을 시작으로 가문이 쇠락하면서, 결국에는 1371년에 시에나의 귀족 가문에게 이곳을 팔았다. 1555년에 시에나 공화국이 멸망하고, 토스카나 대공국에 병합되었다.

### 페트리올로 온천
고대시대부터 유명했던 페트리올로 온천은 에트루리아와 고대 로마에서도 사용됐을 가능성이 있다. 기록으로 언급된 것은 1130년이다. 중세 시대 동안 이 온천은 치유력이 있는 것으로 인정받아, 많은 이들이 이곳을 방문했다. 교황 비오 2세 역시도 통풍을 치료하기 위해 이곳을 찾았다. 수 많은 교황 칙서들이 그 증거로 치비텔라파가니코에서 발견되었다. 시에나 공화국은 이곳에 객실을 지어 사용자들로부터 사용비를 받았다. 원래는 4개의 탕이 있다고 전해지나, 현재는 한 개만이 남아있다. 리조트 호텔이 건설이 최근에 시작됐다.